# Понтеканьяно-Фаяно
Понтеканьяно-Фаяно (итал. Pontecagnano Faiano) — коммуна в Италии, располагается в регионе Кампания, в провинции Салерно.
Население составляет 22638 человек, плотность населения составляет 629 чел./км². Занимает площадь 36 км². Почтовый индекс — 84098. Телефонный код — 089.
Покровителем коммуны почитается святой Бенедикт Нурсийский, празднование 11 июля.